# 古川あおい
古川 あおい（ふるかわ あおい、1975年5月1日 - ）は、日本の歌手、タレント、レースクイーン。元ホリプロ所属で、現在、フリーランス。以前は、本名の「古川葵」名義で芸能活動を行っていた。

## 経歴
- 1975年5月、母親の里帰り出産の為、京都府京都市にて出生。千葉県千葉市育ち。
- 1997年7月、所属先のホリプロが、鈴鹿8時間耐久ロードレースのチームスポンサードするホリプロホンダ with HARTにて、レースクイーンデビュー。
- 1997年8月、神様!!BOMB!の出演を経て、タレントとしてデビュー。
- 1998年4月～1999年3月、恋のから騒ぎの5期生として、レギュラー出演を果たす。
- 1999年4月、恋のから騒ぎの卒業後は、作詞家の仁科佐規プロデュースで、作曲家でギタリストの馬場一嘉と共に音楽活動を本格化、現在に至る。
- 2001年2月、馬場一嘉との共同名義にてインディーズでCDをリリースした。

## 逸話
- 特技は、剣道初段。
- 鈴鹿8時間耐久ロードレースでは、所属したチームが、その年の総合優勝を遂げた。
- 上記レースの宣伝活動で、スーパージョッキーの熱湯コマーシャルに市川久美と出演したが、水着の着替え中に乳首が露出するハプニングが起きた。

## 出演

### イベント
- 鈴鹿8時間耐久ロードレース、ホリプロホンダ with HART、レースクイーン。(1997年7月)

### テレビ番組
- スーパージョッキー(1997年7月6日、日本テレビ）
- 神様!!BOMB!(1997年8月、中京テレビ)
- 恋のから騒ぎ(1998年4月～1999年3月、日本テレビ）